# Hans Jacob Arnoldt
Hans Jacob Arnoldt (født 21. april 1669 på gården Haugen i Spydebergs Sogn, Norge, død 24. december 1758 i Christiania) var en dansk-norsk officer.

## Karriere
Han var en søn af generalmajor Johan Arnoldt af dennes første ægteskab. Allerede 1687 blev han fændrik ved faderens (vesterlenske) Regiment, hvorved han 1690 avancerede til løjtnant, og hvor han opføres som sådan lige til 1699, uagtet han allerede 1691 var sekondløjtnant i Livgarden og 1693 blev kaptajn i Dronningens Livregiment. I disse år deltog han med de danske auxiliærtropper i kampene i Irland, Italien, Ungarn og Nederlandene. 28. februar 1702 blev han major i Livgarden og var i dette år igen hjemme i Norge, da han 30. november i Gjerpens Kirke blev viet til sin faders steddatter, Karen Tonsberg (død 1737). 1710 deltog han i det uheldige slag ved Helsingborg og blev kort efter oberst, først for riberske nationale Infanteriregiment, men overflyttedes straks efter til 2. danske Infanteriregiment. 1711-15 fulgte han de danske tropper i krigen i Nordtyskland, blev 1716 kommandør for Livgarden til Fods og 1717 generalmajor. Ridder af Dannebrog 1722, 1722-24 anvendt i en sendelse til det svenske hof, kommandant i Rendsborg 1728, generalløjtnant samt inspektør og højstkommanderende over fodfolket i Hertugdømmerne 1733. Ved general Patroclus Rømelings død i året 1736 udnævntes han til kommanderende general i Norge og overinspektør over fæstningerne sammesteds. 1739 blev han general af infanteriet, fik 1746 rang foran alle gehejmekonferensråder, blev 1747 ved Frederik V's kroning Ridder af Elefanten og 1749 feltmarskal ved kongens ankomst til Laurvig, hvor han modtoges af Arnoldt, ligesom også kongen ved sit andet besøg i Christiania samme år tog ophold i hans gård (Finansdepartementets lokale på hjørnet af Prinsens og Dronningens Gade). 1752 fik han rang med gehejmeråder i Konseillet.

## Vurdering
Arnoldt bevarede en usvækket helbred til sin høje alder og beklædte sin militære stilling lige til sin død, der indtraf juleaften 1758 i Christiania, da han var næsten 90 år gammel. I de 22 år, han stod i spidsen for den norske armé, udviklede han stor iver og dygtighed for dens organisation og forsyning, hvorom navnlig skiløberkorpset og landeværnet bar vidnesbyrd. Den matematiske skole i Christiania (Krigsskolen) for værende eller vordende officerer, der oprettedes 1750, skyldtes væsentlig hans initiativ, i det han fik kongens løfte på oprettelsen under dennes Ophold i Christiania 1749. På grund af sin alder, erfaring og omsorg for sine undergivne betragtedes han af den norske armé næsten som en fader, og de æresbevisninger, der blev ham til del fra regeringens side, og som ellers kun sjælden faldt i nordmænds lod, ansås af armeen, ja af nordmændene overhovedet, som noget, der var af national betydning. Medens Arnoldt var ansat i København, kom han i forbindelse med teaterentreprenøren Étienne Capion, hvem han forstrakte med 7000 Rdl. til opførelse af Komediehuset i Grønnegade, der tillige med privilegiet snart blev Arnoldts ejendom, og som han beholdt til 1733, da huset solgtes. Privilegiet beholdt han imidlertid fremdeles og fik det i 1747 endog fornyet på 15 år, uden at dette dog i det hele taget synes at have været ham selv til nogen fordel eller kunsten til noget gavn.
Ingen af Arnoldts 3 sønner blev gift, og familien uddøde i Norden 1785 med den sidste af disse, gehejmekonferensråd Johan Frederik Arnoldt; kun gennem hans ene datter Catharina Elisabeth Arnoldt (død 1736), der var gift med grev Christian Wedell (død 1759 som gehejmeråd, amtmand i Segeberg Amt med mere), lever endnu descendenter af ham i Danmark.